# KAT-TUN III -QUEEN OF PIRATES-
『KAT-TUN III -QUEEN OF PIRATES-』（カトゥーン・スリー・クイーン・オブ・パイレーツ）は、日本の男性アイドルグループ、KAT-TUNの3枚目のオリジナルアルバム。2008年6月4日にJ-One Recordsから発売された。

## 概要
前作から1年2ヶ月ぶりとなるアルバム。シングル「喜びの歌」「Keep the faith」「LIPS」を収録している。
最新シングルの「DON'T U EVER STOP」は収録されていないが、初回限定盤にPV「DON'T U EVER STOP-LIMITED EDTION-（ビデオクリップ＋メイキング）」が付属されている。
初回限定盤にはボーナストラックとして4曲追加されている。また、「SIX SENSES」はCDデビュー後に発表された楽曲だが、今回がCD初収録となった。1曲目は本来「TABOO」という名前で収録される予定だったが、公式サイトで詳細を発表された数日後に「T∀BOO」と変更された。
前作に引き続き、オリコンアルバムチャートで初登場1位を獲得。また、本作までに発売されたすべてのシングル・アルバムでオリコンチャート1位を獲得している。

## 収録曲

### CD
初回限定盤, 通常盤
※ 11曲のみ共通収録。
※「SHOT!」以降、初回限定盤のみ収録。
1. T∀BOO [3:20]
作詞：masanco、作曲・編曲：M.Y[注 1][1][2]
  - 今作のリードトラック

アルバムのタイトル通り、海賊をイメージして作られている。
2. Keep the faith [3:44]
作詞：Kyosuke Himuro,SPIN、Rap詞：JOKER、作曲：Kyosuke Himuro、編曲：ha-j
  - 5thシングル
  - 赤西仁主演・田口淳之介出演 日本テレビ系ドラマ 『有閑倶楽部』主題歌
3. AFFECTION 〜もう戻れない〜 [3:34]
作詞：soba、作曲・編曲：Erik Lidbom
4. HELL, NO [3:58]
作詞：Yuki Shirai,Mika Arata、Rap詞：JOKER、作曲：Steven Lee,Joey Carbone、編曲：Steven Lee
5. DISTANCE [3:07]
作詞：Gin. K、作曲・編曲：Erik Lidbom
メインボーカルは田口淳之介
6. MOTHER/FATHER [4:13]
作詞：Ami、ラップ詞：JOKER、作曲：Yoshinao Mikami、編曲：Yoshinao Mikami,a.k.a.
メインボーカルは上田竜也
7. LIPS [4:15]
作詞：Axel-G、Rap詞：JOKER、作曲・編曲：Yukihide "YT" Takiyama
  - 6thシングル
  - 亀梨和也主演 日本テレビ系ドラマ 『1ポンドの福音』主題歌
8. 喜びの歌 [3:59]
作詞：N.B.Comics、Rap詞：JOKER、作曲：zero-rock、編曲：Gin.K
  - 4thシングル
  - 田中聖主演 TBS系ドラマ 『特急田中3号』主題歌
9. 「un-」[4:44]
作詞：Hidenori Tanaka、作曲・編曲：Kousuke Noma
  - ロート製薬『もぎたて果実』CMソング
10. OUR STORY 〜プロローグ〜 [3:46]
作詞：Narumi Yamamoto、作曲・編曲：Erik Lidbom
11. 何年たっても [4:56]
作詞：Erykah、Rap詞：JOKER、作曲：Mike Rose、編曲：Masayuki Iwata
メインボーカルは中丸雄一
12. *SHOT! [3:58]
作詞：Ami、作曲：Yoshinao Mikami、編曲：Dreadstore Cowboy
『ザ少年倶楽部プレミアム』で先行的に披露された。
13. *12 o'clock [4:21]
  - 作詞：a.k.a.、Rap詞：JOKER、作曲・編曲：Mike Rose

赤西、田中、中丸の三人が曲が始まるまでの数十秒間でセッションをしているかのように収録されている。
14. *愛のコマンド [4:17]
作詞：Akio Shimizu,N.B.Comics、Rap詞：JOKER、作曲・編曲：Akio Shimizu
15. *SIX SENSES [4:39]
作詞：JOKER、作曲：Kouhei Yokono、編曲：peter funk
2006年から歌番組でのみ歌われていた曲であり、今回初CD化となった。

### DVD
※初回限定盤のみ
1. DON'T U EVER STOP -LIMITED EDITION-（ビデオ・クリップ＋メイキング）